# Rasgo fonético distintivo
Los rasgos distintivos o rasgos fonéticos distintivos son un conjunto de las propiedades fonéticas más básicas que caracterizan a los sonidos del habla humana usados en ciertos análisis fonológicos para clasificar los sonidos y decidir el número de unidades relevantes (fonemas) de una lengua.
Los rasgos fonéticos se agrupan en diferentes categorías de acuerdo con "clases naturales" de segmentos que se distinguen gracias a esos rasgos: rasgos principales, rasgos laringales, rasgos de modo de articulación y rasgos de punto de articulación. Desde el inicio del análisis fonológico basado en rasgos fonéticos en la década de 1950, tradicionalmente se han seleccionado colecciones de rasgos en oposiciones binarias, de tal manera que dado un sonido se le asigna el valor [+rasgo] al sonido si posee cierto rasgo y [-rasgo] si carece de él. Sin embargo, en desarrollos recientes se han propuesto también rasgos no binarios. Concretamente diversos de los rasgos usados para la posición se consideran que pueden caracterizar una clase de sonidos (las que poseen el rasgo), pero el conjunto de sonidos que no tiene el rasgo no se considera una clase (por lo que para estos rasgos no se define el valor [-rasgo]).

## Rasgos principales
Rasgos principales: Rasgos que representan las clases de sonidos principales.
1. [+/− silábico] Los segmentos silábicos pueden funcionar como núcleo silábico de una sílaba, mientras que los elementos [−silábico] no pueden funcionar como tal. Excepto en el caso de las consonantes silábicas, el valor [+silábico] caracteriza a todas las vocales mientras que el valor [-silábico] caracteriza a todas las consonantes (incluyendo a las semivocales y aproximantes).
2. [+/− consonántico] los segmentos consonánticos articulados con una constricción audible en el tracto bucal, tales como las obstruyentes, las nasales, las líquidas y las vibrantes múltiples. Las vocales, las aproximantes y los sonidos laringales se consideran [-consonántico].
3. [+/− aproximante] Los segmentos que son [+aproximante] incluyen las vocales, las semivocales y las líquidas mientras que las nasales y las obstruyentes son [-aproximante].
4. [+/− sonorante] Este rasgo describe un tipo de constricción oral del tracto bucal. Los sonidos que son [+son] son las vocales y las sonorantes (es decir, las semivocales, las líquidas y las nasales, que se pronuncian sin el desequilibrio de presiones de aire en el tracto bucal que puede provocar turbulencia. Por otra parte el valor [−son] lo tienen las obstruyentes, articuladas con una notable turbulencia causada por la descompensación de presiones en el tracto bucal.

| [-aproximante] | [-sonorante] | obstruyentes (oclusivas, fricativas) |
| [-aproximante] | [+sonorante] | nasales __                           |
| [+aproximante] | [-sonorante] | líquidas (lateral, róticas)          |
| [+aproximante] | [+sonorante] | semivocales vocales                  |

## Rasgos de laringalización
Rasgos laringales: Los rasgos que especifican los estados de la glotis para cada sonido.
1. [+/− sonoro] Este rasgo indica si se produce vibración de las cuerdas vocales durante la articulación de un sonido.
2. [+/− glotis extendida] Usado para indicar la ocurrencia de aspiración en un sonido, este rasgo se refiere a la abertura de la glotis. Para [+g extendida] las cuerdas vocales se separan y dejan un espacio donde aparece fricción; para [−g extendida] no existe la misma extensión que produce la fricción.
3. [+/− constricción glotal] Los rasgos de constricción glotal se refieren al grado de clausura de la glotis. [+ cg] implica que las cuerdas vocales se aprietan una contra otra, suficiente como para que el aire no pueda pasar momentáneamente.

## Rasgos de modo de articulación
Rasgos de modo: Son los rasgos que especifican el modo de articulación.
1. [+/− continuante] El rasgo "continuante" describe el paso del aire a lo largo del tracto bucal: Los segmentos con el valor [+cont] se producen sin una obstrucción significativa de la corriente de aire, de tal manera que el aire pasa como una corriente continua. Por otro lado, los segmentos [−cont] presenta obstrucción, y por tanto ocluyen el flujo del aire en algún lugar de articulación.
2. [+/− nasal] Este rasgo describe la posición del paladar blando o velum: [+nas] se refiere a segmentos producidos bajando el velum de tal manera que al aire puede pasar a la cavidad nasal. [−nas] se refiere a segmentos que se producen levantando el velum, bloqueando el paso del aire a la cavidad nasal y haciendo que todo el aire pase al tracto vocal.
3. [+/− estridente] El rasgo estridente se aplica solamente obstruyentes que producen un tipo de fricción más ruidosa que lo usual. Esta estridencia está causada por un ruido blanco de alta energía.
4. [+/− lateral] Este rasgo designa la forma y posicionamiento de la lengua con respecto al tracto bucal. Los segmentos [+lat] se producen cuando el centro de la lengua se eleva hasta tocar la parte superior de la boca, y por tanto se bloquea el paso central del aire y se le fuerza a un flujo lateral a lo largo de los lados de la lengua.
5. [+/− relajación retardada] Este rasgo distingue a las oclusivas de las africadas, se designa como [+ rel ret].

## Rasgos de punto de articulación
Rasgos de punto de articulación: Rasgos, muchos de ellos no binarios, que describen específicamente el punto de articulación.
- [LABIAL]  Los segmentos labiales se articulan con la intervención de los labios. Como consonantes, estos sonidos incluyen a las bilabiales y a las labiodentales.

1. [+/− redondeado] [+redond] son sonidos articulados redondeando los labios al protuberarlos ligeramente. [−redond] se articulan con los labios relajados.

- [CORONAL]  Los segmentos coronales se articulan con el ápice o la lámina de la lengua. Estos sonidos incluyen numerosos tipos de consonantes como las apicales, las laminales, las subapicales, las linguolabiales, las interdentales, las dentales, las alveolares, las postalveolares y las palatales. Entre las posalveolares y las siibilantes se requieren rasgos aficionales para especificar la forma que adopta la lengua y que afecta a la calidad del sonido:

1. [+/− anterior] Los segmentos anteriores se articulan con la parte delantera de la lengua dirigida hacia al región alveolar.
2. [+/− distribuido] Los segmentos con [+dist] comprenden aquellos en los que la región de contacto con la lengua que produce la obstrucción está extendida a lo largo de cierta distancia en la boca.

- [DORSAL]  Los sonidos dorsales se articulan elevando el dorso de la lengua. Todas las vocales son sonidos dorsales. Las consonantes dorsales incluyen las palatales, las velares y las uvulares. Los diferentes tipos se distinguen mediante rasgos adicionales:

1. [+/− alto] Los segmentos con el valor [+alto] se articulan con el dorso de la lengua cercano al paladar, los segmentos con el valor [-alto] no.
2. [+/− bajo] Los segmentos con [+bajo] colocan el dorso en una posición baja de la lengua.
3. [+/- posterior] Los segmentos con [+post] se articulan con el dorso retraído ligeramente hacia la parte posterior de la boca. Los rasgos [-post] con la lengua ligeramente adelantada.
4. [+/- tenso] Este rasgo se aplica principalmente a la posición de la raíz de la lengua en el caso de las vocales. Las vocales [+tens] tienen la raíz de la lengua adelantada. De hecho este rasgo frecuentemente de denomina ATR (Advanced Tonge Root), aunque existe cierto debate sobre si "tenso" y "ATR" pueden ser considerados rasgos diferentes.

- [RADICAL]  Los sonidos radicales se articulan con la raíz de la lengua. Estos sonidos incluyen tanto a las faringales como a las epiglotales.
- [LARINGAL]  Los sonidos puramente laringales no involucran a la lengua para nada, entre estos sonidos están las glotales.